# Myrmecina transversa
Myrmecina transversa är en myrart som beskrevs av Carlo Emery 1897. Myrmecina transversa ingår i släktet Myrmecina och familjen myror. Inga underarter finns listade i Catalogue of Life.